# Xenoglena deyrollei
Xenoglena deyrollei es una especie de coleóptero de la familia Trogossitidae.

## Distribución geográfica
Habita en Java (Indonesia).